# Pallacanestro Femminile Schio 2003-2004
Questa voce raccoglie le informazioni riguardanti la Famila Schio nelle competizioni ufficiali della stagione 2003-2004.

## Stagione
La stagione 2003-2004 è stata la dodicesima consecutiva che la squadra scledense ha disputato in Serie A1.

## Verdetti stagionali
- Serie A1: (26 partite)

stagione regolare: 1º posto nel gruppo B su 8 squadre (11-3);
seconda fase: 1º posto nel gruppo B su 4 squadre (5-1);
play-off: semifinale persa contro la Comense (1-3);
finale 3º posto vinta contro Venezia (2-0)
- Coppa Italia: (3 partite)

finale vinta contro Venezia (52-48).

## Roster
|    | Naz.                           | Ruolo | Sportivo          | Anno | Alt. |  |  |
| -- | ------------------------------ | ----- | ----------------- | ---- | ---- |  |  |
| 5  | Italia (bandiera)              | G     | Susanna Bonfiglio | 1974 | 177  |  |  |
| 6  | Italia (bandiera)              | G     | Anna Pozzan       | 1975 | 175  |  |  |
| 7  | Italia (bandiera)              | G     | Greta Gorlin      | 1979 | 176  |  |  |
| 8  | Italia (bandiera)              | P     | Anna Zimerle      | 1976 | 172  |  |  |
| 9  | Italia (bandiera)              | P     | Nicoletta Caselin | 1973 | 177  |  |  |
| 10 | Australia (bandiera)           | A     | Penny Taylor      | 1981 | 185  |  |  |
| 11 | Francia (bandiera)             | C     | Nicole Antibe     | 1974 | 187  |  |  |
| 12 | Italia (bandiera)              | P     | Silvia Favento    | 1985 | 185  |  |  |
| 13 | Serbia e Montenegro (bandiera) | C     | Slobodanka Tuvić  | 1977 | 193  |  |  |
| 14 | Italia (bandiera)              | C     | Lorenza Arnetoli  | 1974 | 194  |  |  |
| 15 | Italia (bandiera)              | A     | Manuela Zanon     | 1980 | 185  |  |  |